# Chthonius exarmatus
Espèce
Chthonius exarmatus est une espèce de pseudoscorpions de la famille des Chthoniidae.

## Distribution
Cette espèce se rencontre au Monténégro et en Croatie.

## Publication originale
- Beier, 1939 : Die Höhlenpseudoscorpione der Balkanhalbinsel. Studien aus dem Gebiete der Allgemeinen Karstforschung, der Wissenschaftlichen Höhlenkunde, der Eiszeitforschung und den Nachbargebieten, vol. 4, p. 1-83.